# Ʌ
Ʌ, minuskule ʌ, je písmeno (grafém) latinské abecedy. Písmeno se používá v jazyce ibibio. Používá se také v jedné ortografii temneštiny, která je doporučovaná ve školách a na univerzitách v Sierra Leone, kde je v tomto případě i součástí názvu jazyka v něm samém, kʌThemnɛ.
V Mexiku se používá pro zápis jihozápadní tepehuánštiny/o'othamštiny. V ilustrovaném wounmeu-španělsko-epena pedeeském slovníku je použito pro zápis wounmeuštiny, kde se navíc vyskytují i varianty písmena s diakritikou ʌ̈ a ʌ̃. V provincii Ontario a ve státě New York se používá v ortografii onʌyotaʼa:kaštiny/oneidštiny.
Písmeno je odvozeno ze symbolu IPA pro polootevřenou zadní nezaokrouhlenou samohlásku.